# Barry Barnes
Barry Barnes é professor de sociologia na Universidade de Exeter. Também trabalhou na Unidade de Estudos Científicos na Universidade de Edinburgh com David Bloor nos anos 80 e início dos anos 90.